# AgriTecno
AgriTecno Fertilizantes — це міжнародна компанія з виробництва спеціальних органічних добрив та біостимуляторів. АгріТекно присутня у більш ніж  в 50 країнах на 4 континентах. Головний офіс компанії знаходиться у Валенсії, Іспанія. Найбільш відомими та продуктивними є представники в Іспанії, Мексиці, Аргентині, США, Україні, Польщі.

## Історія
AgriTecno — компанія була заснована у 2001 році та входить в число світових лідерів з виробництва спеціальних органічних добрив та біостимуляторів.
Продукція компанії AgriTecno націлена на задоволення потреб аграрного сектору, а саме — забезпечення живлення рослин як в традиційному, так і в екологічному типі ведення сільського господарства. Це дозволяє отримувати багаті урожаї з високими показниками якості й з впевненістю в екологічній безпеці.

## Сертифікати
Препаратам AgriTecno присвоєно сертифікати таких всесвітніх організацій, як Ecocert (ЄС), OMRI (США), Sohiscert (ЄС), як продуктам, допустимим у використанні в екологічно чистих.

## Препарати
В основній більшості препарати AgriTecno містить сировину власного виробництва в тому числі органічні екстракти, отримані унікальним шляхом екстрагування кукурудзи та водоростей.

## Технології
Компанія використовує власні технології для забезпечення ефективності, а також раціонального й екологічного використання природніх ресурсів.
Компанію AgriTecno представляють агрономи, інженери, хіміки та біологи з різних куточків світу, що забезпечує високу якість продукції та обслуговування.
Менеджери проводять персональне обслуговування кожного клієнта і завжди готові задовільнити їхні основні потреби.
Компанію AgriTecno представляють агрономи, інженери, хіміки та біологи з різних куточків світу. Команда професіоналів забезпечує високу якість продукції та обслуговування.
Менеджери проводять персональне обслуговування кожного клієнта і завжди готові задовільнити їхні основні потреби.